# Коловрат-Либштейнский, Франц Антон
Франц Антон фон Коловрат-Либштейнский (чеш. František Antonín Libštejnský z Kolovrat, нем. Franz Anton  Graf von Kolowrat-Liebsteinsky, 31 января 1778 — 4 апреля 1861) — граф, австрийский государственный деятель, губернатор Богемии, первый министр-президент Австрийской империи.
Родился в Праге, происходил из старинного чешского графского рода.
Получил отличное образование под руководством знаменитого «отца славяноведения», И. Добровского.
В 1809 году Коловрат-Либштейнский был назначен полковником Пражского замка и высочайшим бургграфом (губернатором) Богемского королевства. В 1826 году он получил должность государственного конференц-министра и вошёл в число членов Государственного совета Австрийской империи. Много способствовал развитию чешского самосознания основанием чешского народного музея, покровительством чешскому языку, литературе и историческим исследованиям прошлого Чехии.
С 12 декабря 1836 года Коловрат-Либштейнский был членом Государственной Тайной конференции, где возглавлял внутриполитическое и финансовое отделения. В это время он также являлся членом Регентского совета и его противостояние с Меттернихом служило причиной ряда внутренних кризисов в империи.
После начала революции в Австрии, с 20 марта по 5 апреля 1848 года являлся главой правительства империи.
Граф Коловрат-Либштейнский был президентом Королевского чешского научного общества и основателем Чешского национального музея, которому передал свою коллекцию минералов и обширную библиотеку (35 тыс. томов).
Скончался в Вене 4 апреля 1861 года.
Среди прочих наград, граф Коловрат-Либштейнский имел ордена:
- Рыцарский крест ордена Золотого руна
- Большой крест ордена Леопольда
- Орден Святой Анны 1-й степени
- Орден Святого Владимира 1-й степени
- Орден Белого орла
- Орден Святого Александра Невского
- орден Святого Иоанна Иерусалимского (Великобритания)

25 сентября 1833 года был награждён орденом Св. Андрея Первозванного.